# Funningsfjørður
Funningsfjørður este un oraș din Insulele Faroe.